# Trioceros cristatus
Trioceros cristatus — представник роду Trioceros з родини Хамелеонів. Інші назви «бахромистий хамелеон» та «чубатий хамелеон».

## Опис
Загальна довжина сягає 20—25 см. Уздовж верхньої частини тіла тягнеться високий, віялоподібний гребінь. У самців він більше, ніж у самиць. Голова ближче до тулуба розширюється, утворюючи «шолом», який сформовано з хребців по обидві боки голови. У самців ці хребці викладені з яскравих синіх лусочок. На спині та основі хвоста є хвиляста шкіряна складка, яка підтримується розвинутими остистими відростками хребців. Роги у самців довгі та закручені. Мають короткий хвіст. Кінцівки гарно розвинуті.
Як і інші види хамелеона, хамелеона чубатий має чудову здатність змінювати колір свого тіла. Самиці як правило, приймають зеленуваті відтінки, в той час як самці найчастіше мають сірий, коричневий або чорний кольори.

## Спосіб життя
Полюбляє лісисту місцину. Втім, багато часу проводить унизу, серед опалого листям, низько на гіллі, низькорослих чагарників. Активний удень. Живиться комахами, зокрема, сараною й кониками, а також молодими жабами.
Це яйцекладна ящірка. Самиця відкладає до 10 яєць.

## Розповсюдження
Це ендемік Африки. Мешкає у західній частині континенту. Переважно у східній Нігерії, Камеруні, Центрально-Африканській Республіці, Конго, Екваторіальній Гвінеї, Габоні. Іноді зустрічається у Гані та Того.